# Saint-Martin-le-Noeud
Saint-Martin-le-Noeud är en kommun i departementet Oise i regionen Hauts-de-France i norra Frankrike. Kommunen ligger i kantonen Beauvais-Sud-Ouest som tillhör arrondissementet Beauvais. År 2022 hade Saint-Martin-le-Noeud 1 080 invånare.

## Befolkningsutveckling
Antalet invånare i kommunen Saint-Martin-le-Noeud
| Referens: INSEE |